# Aviación Nacional
Aviación Nacional, Fuerza Aérea Nacional o Ejército Nacional del Aire hace referencia a la fuerza aérea que combatieron en el Bando Sublevado durante la Guerra Civil Española (1936-1939) frente a las Fuerzas Aéreas de la República Española. Además de la Fuerza aérea propiamente dicha que apoyaba a los sublevados, estos también contaban con el apoyo material y logístico de la Alemania nazi y la Italia fascista, pero también con el apoyo militar de dos ramas militares propiamente dichas: La Legión Cóndor y la Aviazione Legionaria.
Al finalizar la contienda se hizo cargo de los efectivos de la antigua Aviación republicana y fue sustituida por el nuevo Ejército del Aire, que es la unidad que ha llegado a nuestros días.

## Historia

### Orígenes
Cuando se produjo el Golpe de Estado en España de julio de 1936, los rebeles se hicieron con el control de 90 aviones de un total de 400 aviones que había en España antes de la guerra (de estos, no todos eran militares y muchos eran avionetas civiles). De hecho, originalmente los rebeldes solo contaron con 10 cazas Nieuport-Delage NiD 52 repartidos por varios aeródromos. Y de los pilotos militares, 90 se unieron a los sublevados aunque estos también contaron con pilotos particulares (especialmente los del "Aeroclub de Andalucía"). En esta situación los sublevados enviaron emisarios a Italia y la Alemania nazi solicitando ayuda militar y aviones: Mussolini y Hitler respondieron de buen grado, y con ello dio comienzo el envío de ayuda militar. Los primeros Junkers Ju 52 comenzaron a llegar al Marruecos español para el 29 de julio, totalizando el envío con veinte Junkers y 6 cazas Heinkel He 51, acompañados de 86 operarios de la Luftwaffe. Para entonces también habían llegado una decena de Savoia-Marchetti S.M.81 procedentes de aeródromos de Cerdeña. En adelante siguió llegando ayuda militar de ambos países, hasta conceder supremacía aérea a los sublevados, especialmente durante el avance del Ejército de África en la Campaña de Extremadura. A finales de agosto llegaron los cazas Fiat CR.32 y debutaron sobre Extremadura, ampliando aún más la ventaja sobre la Aviación republicana.
Debido a las derrotas del verano, en septiembre la aviación republicana fue reformada internamente y desde octubre contó con la llegada de aviones y técnicos soviéticos, circunstancia que le dio la supremacía aérea. Esto se manifestó plenamente durante las batallas de Jarama y Guadalajara, y del largo asedio a Madrid, donde logró controlar los cielos frente a italianos y alemanes. La superioridad aérea de los republicanos empezó a decaer tras la Batalla de Brunete, donde los Messerschmitt Bf 109 y los Heinkel He 111 de la Legión Cóndor impusieron su dominio. Las pérdidas materiales de ambos fueron ilustrativas: 100 aviones republicanos de las FARE frente a los 23 que perdieron los sublevados y alemanes. Brunete significó el comienzo de la superioridad aérea del Bando sublevado durante el resto de la contienda.

### Hacia la victoria

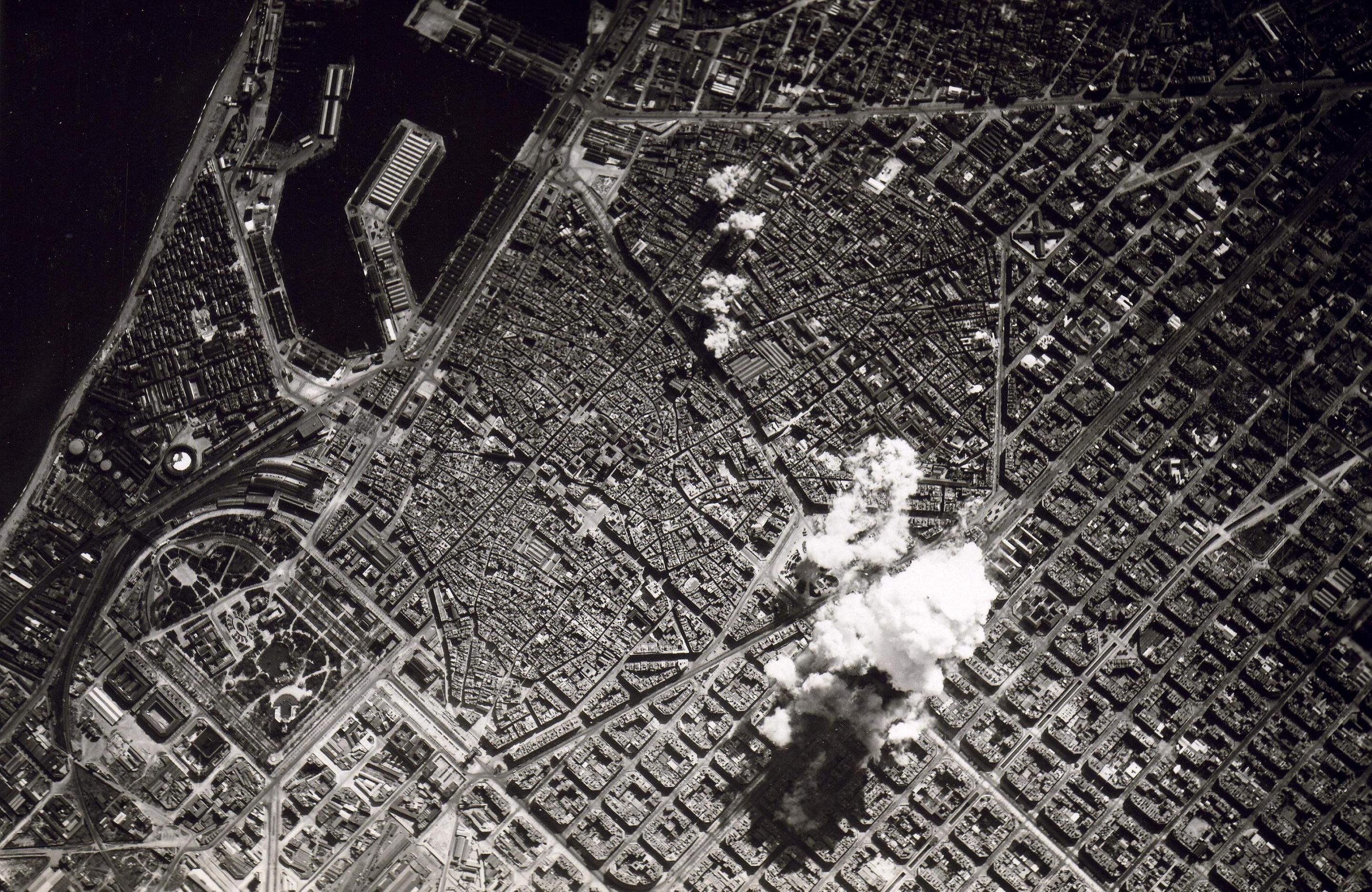
Bombardeo de Barcelona, visto desde un avión italiano (marzo de 1938).

La resistencia de la capital llevó a un cambio de planes en el Bando sublevado y a que los objetivos se enfocaron en el Frente Norte, donde los republicanos mantenían una franja territorial que se extendía por Asturias, Santander y Vizcaya. Aquí los franquistas ostentaron siempre de una superioridad aérea casi total, lo que se vio reflejado en el Bombardeo de Guernica. Durante la Ofensiva de Asturias la "Legión Cóndor" y los aviones franquistas actuaron casi a placer, sin encontrar respuesta de los republicanos. Tras la caída del Norte, los esfuerzos se dirigieron a otros sectores.
Durante la ofensiva de Aragón, junto con alemanes e italianos logró obtener una completa superioridad aérea, destrozando la retirada republicana y poniendo en práctica algunas teorías de la Blitzkrieg alemana que luego se verían durante la Segunda Guerra Mundial. Los avances llegaron al Mediterráneo y continuaron hacia Valencia, pero los ataques en el Levante se vieron detenidos a finales de julio con el inicio de la Batalla del Ebro. La ofensiva republicana representó una gran amenaza, por lo que los sublevados, italianos y alemanes concentraron 300 aviones en los aeródromos de la zona. Durante las semanas de agosto y septiembre oleadas de cerca de 200 aviones atacaban las posiciones defensivas republicanas que, a pesar de todo, lograban resistir. Los ataques contra los puentes y pasarelas sobre el río tampoco resultaban fáciles, pues era necesario arrojar hasta 500 bombas para destruir un puente. Cuando en noviembre terminaron las operaciones en el Ebro, las fuerzas sublevadas habían sufrido importantes pérdidas pero la aviación republicana había perdido más de 120 aparatos y se hallaba muy quebrantada.
La última gran ofensiva tuvo lugar unas semanas después, destinada a conquistar Cataluña, para lo cual los sublevados y los italo-germanos reunieron una fuerza de 500 aviones. Durante enero de 1939 las incursiones aéreas sobre la zona republicana en Cataluña fueron constantes, especialmente contra el puerto de Barcelona y las carreteras y los ferrocarriles. Los bombardeos también afectaron al tráfico mercante en el mar y a las líneas de suministro en la retaguardia republicana. Tras la caída de Cataluña, la guerra estaba decidida y con el desmoronamiento del frente republicano a finales de marzo, el 1 de abril de 1939 se anunció el fin oficial de la contienda.

## Apoyo germano-italiano

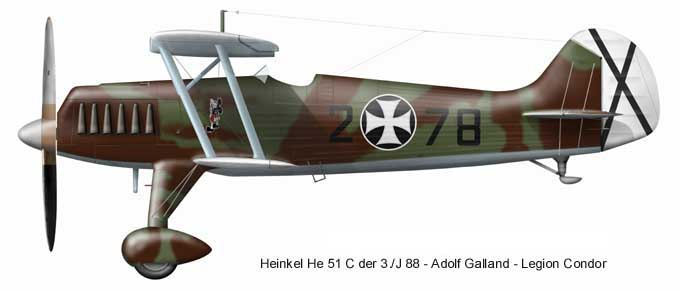
Heinkel He 51C del 3/J 88 de la Legión Cóndor, pilotado por Adolf Galland.

La colaboración entre los sublevados y la "Legión Cóndor" o la "Aviación Legionaria" no fue completa, puesto que en numerosas ocasiones esta actuó por cuenta propia: Por ejemplo, los ataques que realizó contra los civiles y columnas republicanas que se retiraban a la frontera francesa durante la Campaña de Cataluña, de los que se ha dicho que no contaban con la aprobación de Franco y las fuertes protestas del General Kindelán.
Al final de la guerra, los alemanes habían enviado unos 600 aviones, entre los que se encontraban 136 Messerschmitt Bf 109, 93 Heinkel He 111 y 63 Junkers Ju 52. Por su parte los italianos mandaron 660 aviones, de los cuales destacaban 350 cazas Fiat CR 32, 100 Savoia-Marchetti S.M.79 y 64 Savoia-Marchetti S.M.81. Sin embargo, al final de la guerra alemanes e italianos se llevaron de vuelta con ellos los modelos de avión más avanzados.

## Estructura
El suministro de aviones y logística corrió a cargo de los alemanes e italianos, aunque la empresa Hispano-Suiza había montado una nueva factoría en Sevilla encargada de la reparación y reconstrucción de los cazas Fiat CR-32.
Uno de sus principales comandantes y organizadores fue el general Alfredo Kindelán, que ya se había destacado en la organización de la aviación militar durante el reinado de Alfonso XIII. Por otro lado, entre sus miembros más destacados se encontraban Joaquín García-Morato, Julio Salvador y Díaz-Benjumea, Carlos Haya o Ángel Salas Larrazábal. García-Morato se convirtió en el máximo as de la aviación durante la contienda, con 40 derribos en su haber, y llegó a crear una unidad de caza propia denominada la "Patrulla Azul".